# Inès Cagnati
Inès Cagnati (21 de febrero de 1937, Monclar - 9 de octubre de 2007, Orsay) fue una novelista francesa.

## Biografía
Nacida de padres migrados italianos, en Lot y Garona, en el seno de una pequeña comunidad que contaba con otros migrantes italianos. Sus padres eran agricultores y tuvieron cinco hijas. Naturalizada francesa, se licenció en letras modernas y posee un CAPES, profesora de letras, en el Liceo Carnot de París en los años 1970.

## Obra
Novelas
- El día de asueto, París, Denoël, 1973 - Premio Roger-Nimier 1973. Traducido al español por Vanesa García Cazorla, Ed. Errata Naturae, 2021.[1] ISBN 978-84-17800-87-1
- Génie la loca, París, Denoël, 1976 - Premio des Deux Magots 1977. Traducido al español por Vanesa García Cazorla, Ed. Errata Naturae, 2019.[2] ISBN 978-84-17800-21-5
- Mosé ou le Lézard qui pleurait, París, Denoël, 1979. «Es un libro muy hermoso, fuerte, denso, que duele tanto porque habla de la miseria de la condición humana y del escarnio de las esperanzas sin las cuales nada tendría sentido en nuestras vidas» (G. Guitard-Auviste, Le Monde).[3]

Colección de cuentos
- Les Pipistrelles, París, Julliard, 1989 - Premio de relato corto de la Academia Francesa 1990.[4] Volumen formado por siete relatos cortos. En varios de ellos aparecen los temas de la infancia y el mundo rural (como en El día de asueto). Sin embargo, hay nuevos elementos que amplían el mundo del que habla Inès Cagnati. Se exploran la ciudad y su complejidad, sobrevolada en La Femme sans nom. La locura se expresa y revela sus pensamientos íntimos en Les Pipistrelles. La brecha generacional se hace palpable en Les Lézards. El tono oscuro del libro evita, sin embargo, la tristeza que impregna la mayor parte de las páginas de El día de asueto.

Teatro
- Galla ou le Jour de congé, París, Denoël, 1980